# Antonio de Monreal

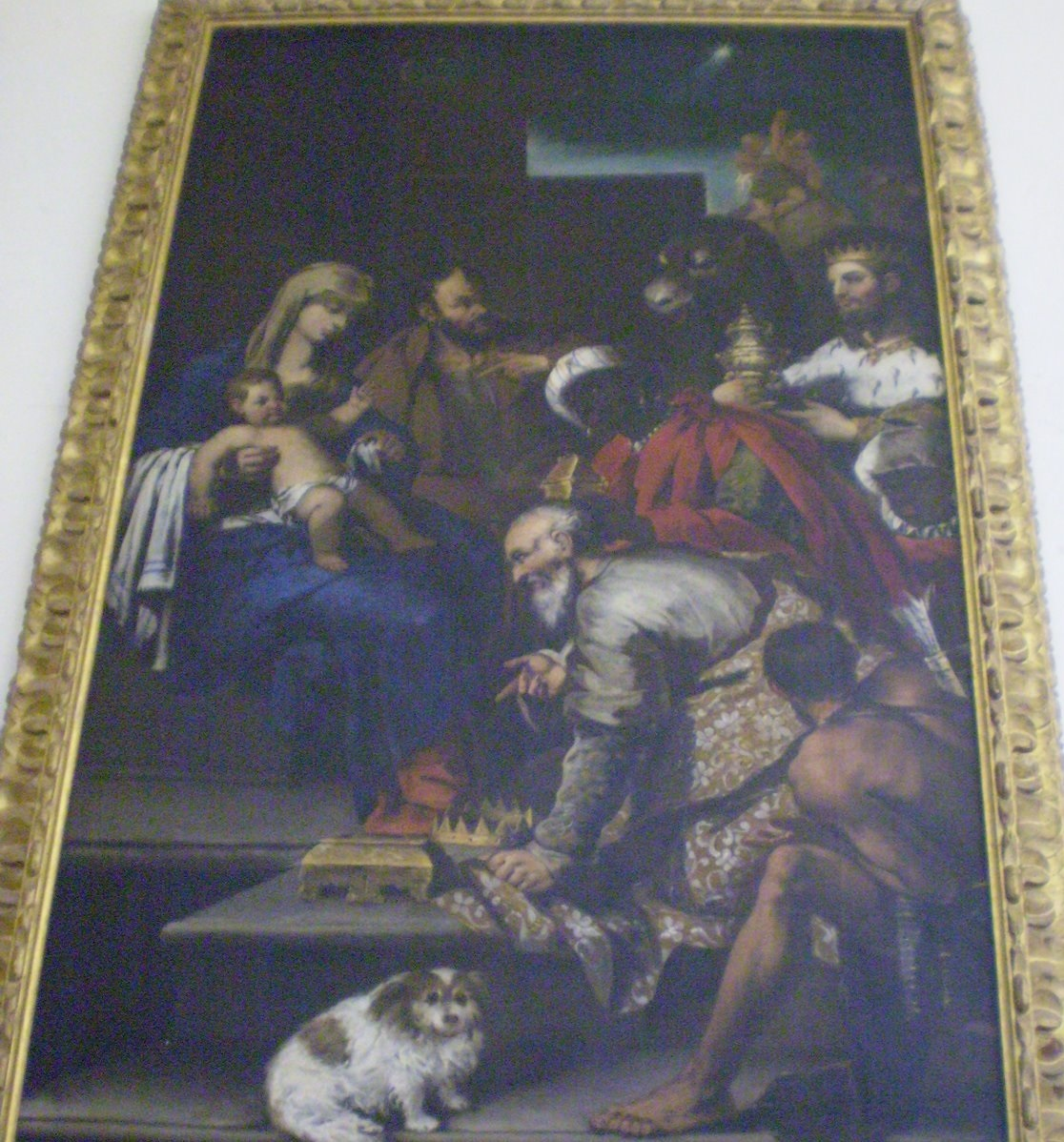
Adoración de los Magos, Museo de la Catedral Metropolitana de Badajoz.

Antonio de Monreal (fl. 1603-1646) fue un pintor barroco español. Según Ceán Bermúdez, que le dedicó una breve reseña, fue un pintor de Madrid activo a comienzos del siglo XVII. De su biografía y obra, silenciada por Antonio Palomino, Ceán solo llegó a tener conocimiento de la existencia de un cuadro firmado por él con San Juan de Mata curando a unos enfermos, localizado en la sala De profundis del desaparecido convento de la Trinidad Calzada de Madrid, y de su aspiración a ocupar la plaza de pintor del rey, que había quedado vacante por muerte de Bartolomé González en 1627. Establecido en Zafra, en 1632 contrató con el cabildo de la catedral de Badajoz la pintura de una copia de la Virgen de la Antigua y es en Badajoz donde se conservan algunas de sus pinturas. 

## Biografía y obra
Documentado en Madrid en septiembre de 1603, cuando actuó como padrino de bautismo de una hija de Bartolomé de Cárdenas, se le encuentra ocupado luego en multiplicidad de tareas diversas: desde la copia de algunos cuadros de Tiziano, en 1610, tarea que comparte con Cárdenas, a la pintura de escudos para honras fúnebres y el repaso de los carros para los autos del Corpus Christi en 1623. En 1614 actuó como tasador en el pleito por las pinturas del Palacio del Pardo. Con el obrero mayor Francisco Sánchez, en junio de 1622, se comprometió a realizar las tramoyas y decorados necesarios para las representaciones de las comedias compuestas por Lope de Vega con motivo de las fiestas por la canonización de san Isidro Labrador. Más adelante, en 1627, presentó las condiciones para hacerse cargo de un retablo destinado al convento de Santa Catalina de Siena de Madrid, y en 1629 concertó la ejecución del retablo colateral del Santo Cristo de la parroquia de San Sebastián de Carabanchel de Abajo, diciéndose en el contrato «pintor y tracista, vecino de la Billa de Madrid».
En 1632, tras haber fijado su residencia en Zafra por razones que se desconocen, el cabildo de la catedral de Badajoz le encargó una copia del deteriorado cuadro de la Virgen de la Antigua para el retablo de su capilla en el templo catedralicio, encargo que ha de situarse en el origen de algunos otros trabajos, de los que se conservan una Adoración de los pastores y otros lienzos de la vida de Cristo en el claustro catedralicio, y una Huida a Egipto, fechada en 1633, en el coro del convento de franciscanas de Santa Ana.
De nuevo en Madrid, en febrero de 1645 traspasó al escultor Gabriel Vázquez la obra del retablo colateral del Niño Jesús que se había comprometido a realizar para la iglesia mayor de Getafe, de cuyas pinturas acabó haciéndose cargo Alonso Cano. Casado con Dorotea Lezcano, falleció en Madrid el 22 de febrero de 1646, en sus casas propias de la calle de Ministriles.